# Manduca dalica
Manduca dalica är en fjärilsart som beskrevs av Kirby 1877. Manduca dalica ingår i släktet Manduca och familjen svärmare. Inga underarter finns listade i Catalogue of Life.

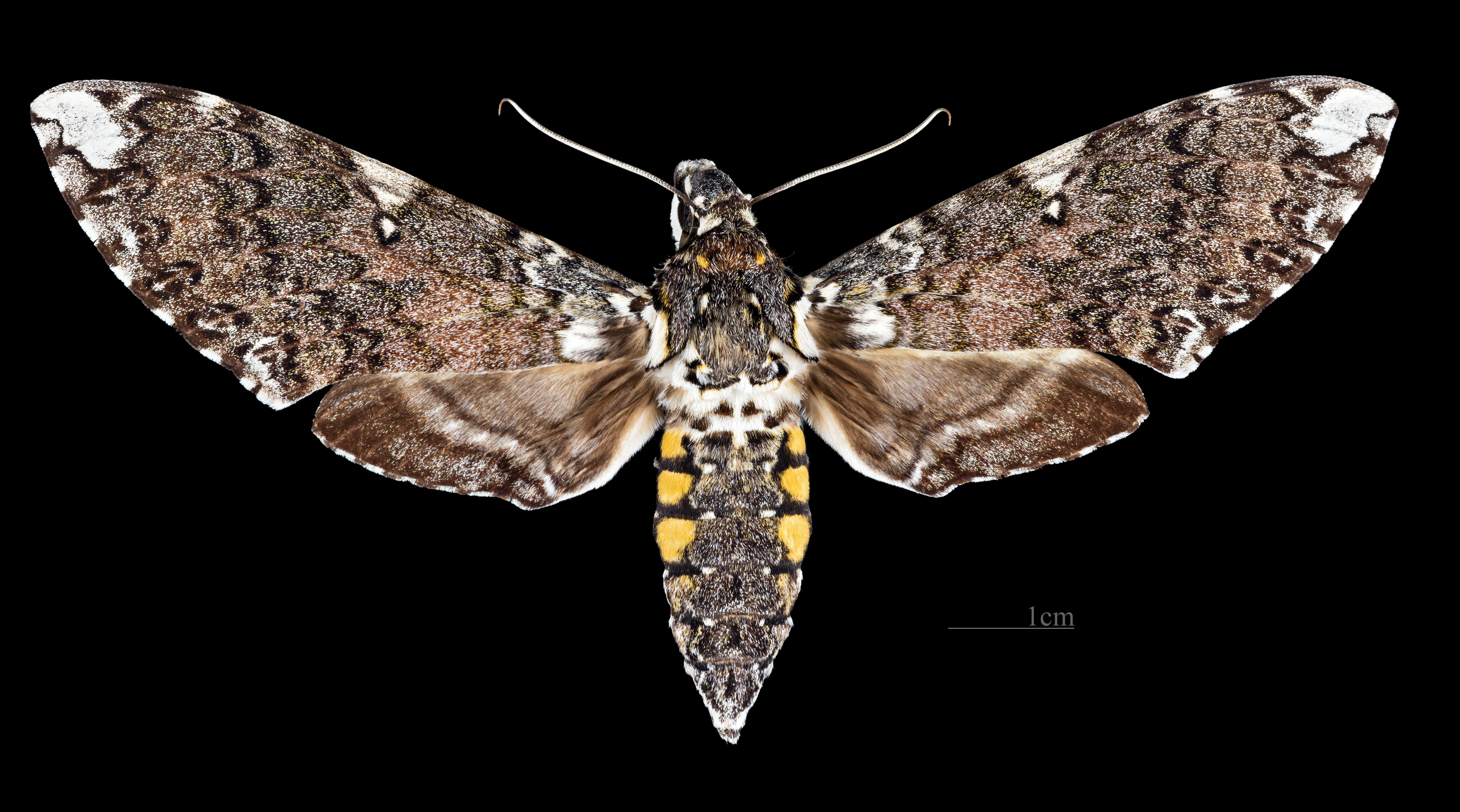
Manduca dalica   ♀
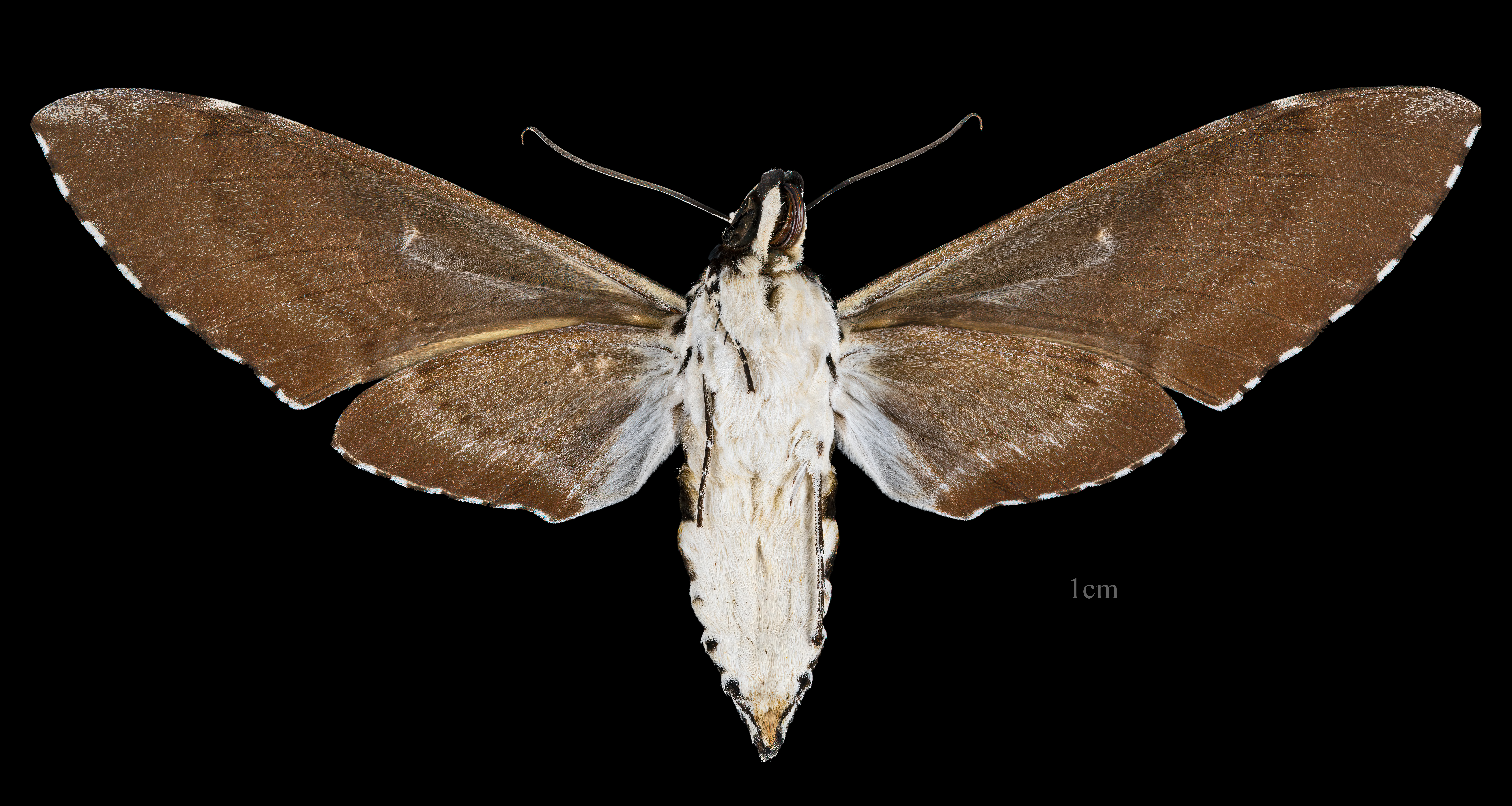
Manduca dalica  ♀ △